# Snyder (Kolorado)
Snyder – jednostka osadnicza w Stanach Zjednoczonych, w stanie Kolorado, w hrabstwie Morgan.